# 小国神社の舞楽
小国神社の舞楽（おぐにじんじゃのぶがく）は、静岡県周智郡森町一宮に伝わる民俗芸能の舞楽。
小国神社の境内にある舞殿で、4月17日、18日の両日、番外曲の花の舞のほか12曲の舞楽が舞われる。曲目は「連舞」「色香」「蜂舞」「鳥舞」「大平楽」「新まく」「安摩」「二の舞」「抜頭」「陵王」「納蘇利」「獅子舞」であるが、悪魔祓い、五穀豊穣の「獅子舞」が曲に加えられていたり、「抜頭」の終りに舞い手を追い込む者たちが登場するなどの演出があり、独特の芸態を有しているところに特徴がある。
1975年（昭和50年）12月8日記録作成等の措置を講ずべき無形の民俗文化財に選択され、1982年（昭和57年）1月14日には、山名神社天王祭舞楽および天宮神社の十二段舞楽とともに遠江森町の舞楽として重要無形民俗文化財に指定された。